# Max Huber

Max Huber

Hans Max Huber (Zúrich, 28 de diciembre de 1874-ibidem, 1 de enero de 1960) fue un jurista, político y diplomático suizo que representó a su país en varias conferencias e instituciones internacionales. Fue presidente del Comité Internacional de la Cruz Roja, y también del consejo de administración de las empresas Alususuisse y Oerlikon Contraves.
Estudió derecho en las universidades de Lausana, Zúrich y Berlín y fue profesor de derecho canónico en la Universidad de Zúrich.
Fue juez de la Corte Permanente de Justicia Internacional de La Haya de 1925 a 1927 y arbitró en el Asunto de la isla de Palmas entre Estados Unidos y Países Bajos en 1928.
Tras retirarse de la Cruz Roja, escribió numerosas publicaciones sobre derecho internacional.